# 佐原城
佐原城（さわらじょう）は、神奈川県横須賀市佐原3丁目にあった日本の城（山城）。相模国の豪族三浦氏一門、三浦義明の子、佐原義連の居城と伝わる。

## 概要
三浦半島東部、横須賀市久里浜に流下する平作川の支流、佐原川右岸に面した台地上に所在する。
周辺は開発による土地改変が進み、土塁や堀切などの山城遺構はほとんど確認できないが、 1893年（明治26年）建立の『「佐原十郎義連城跡」明治二十六年九月八日佐原里民建之』と書かれた石碑が建っている。